# Hyundai Ioniq 5
Hyundai Ioniq 5 – elektryczny samochód osobowy typu crossover klasy średniej produkowany pod południowokoreańską marką Hyundai od 2021 roku. 

## Historia i opis modelu

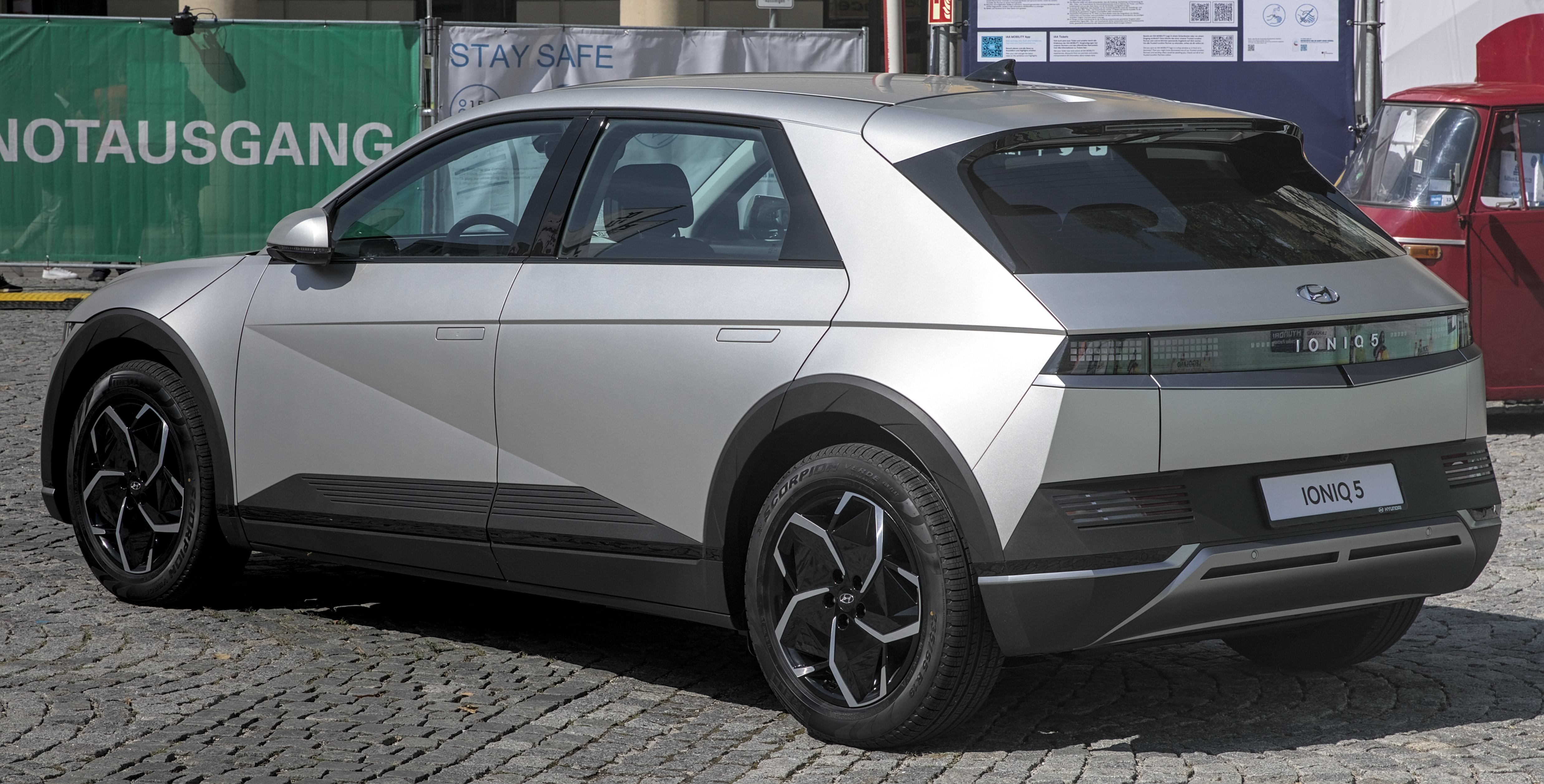
Hyundai Ioniq 5 Uniq - tył

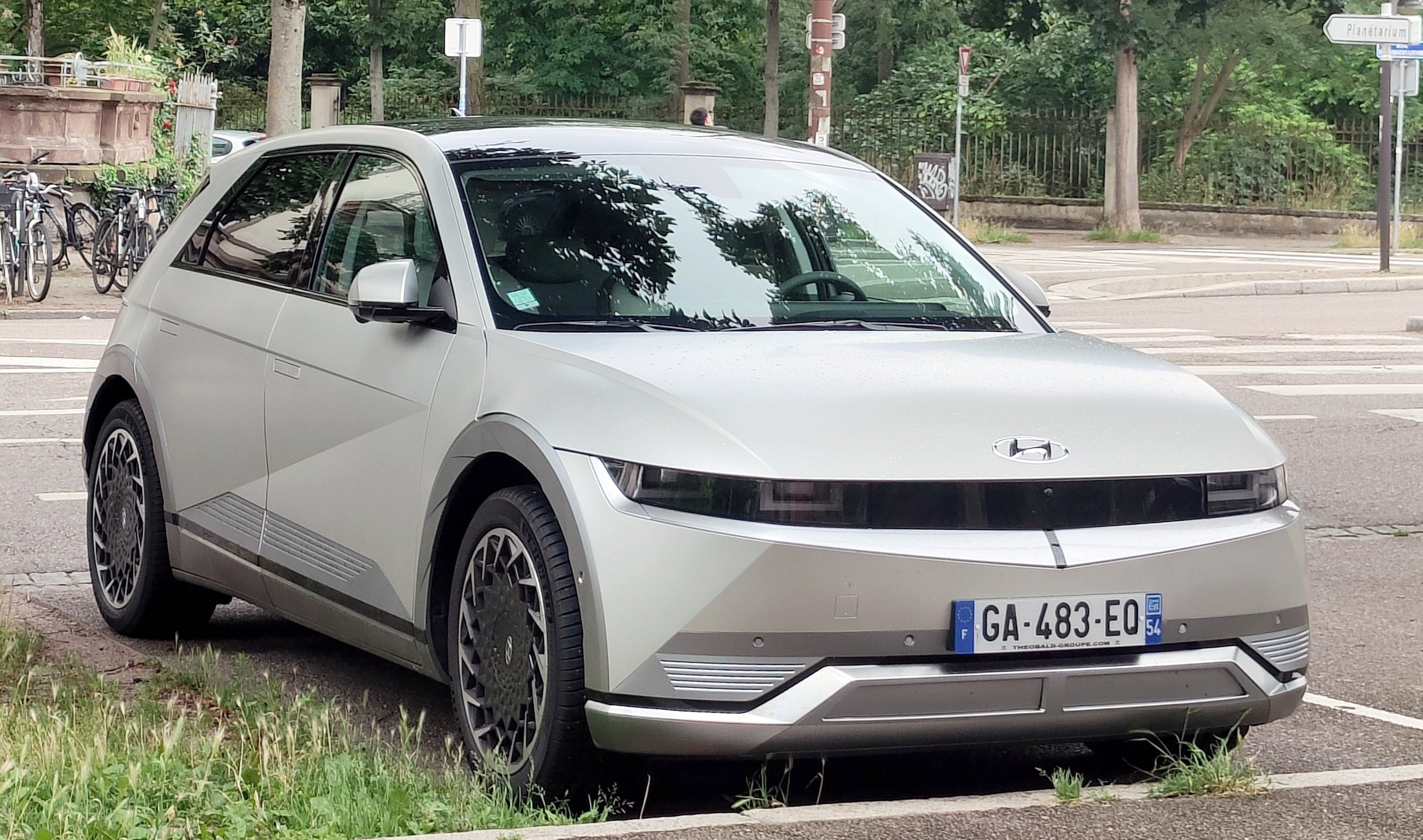
Hyundai Ioniq 5 NE

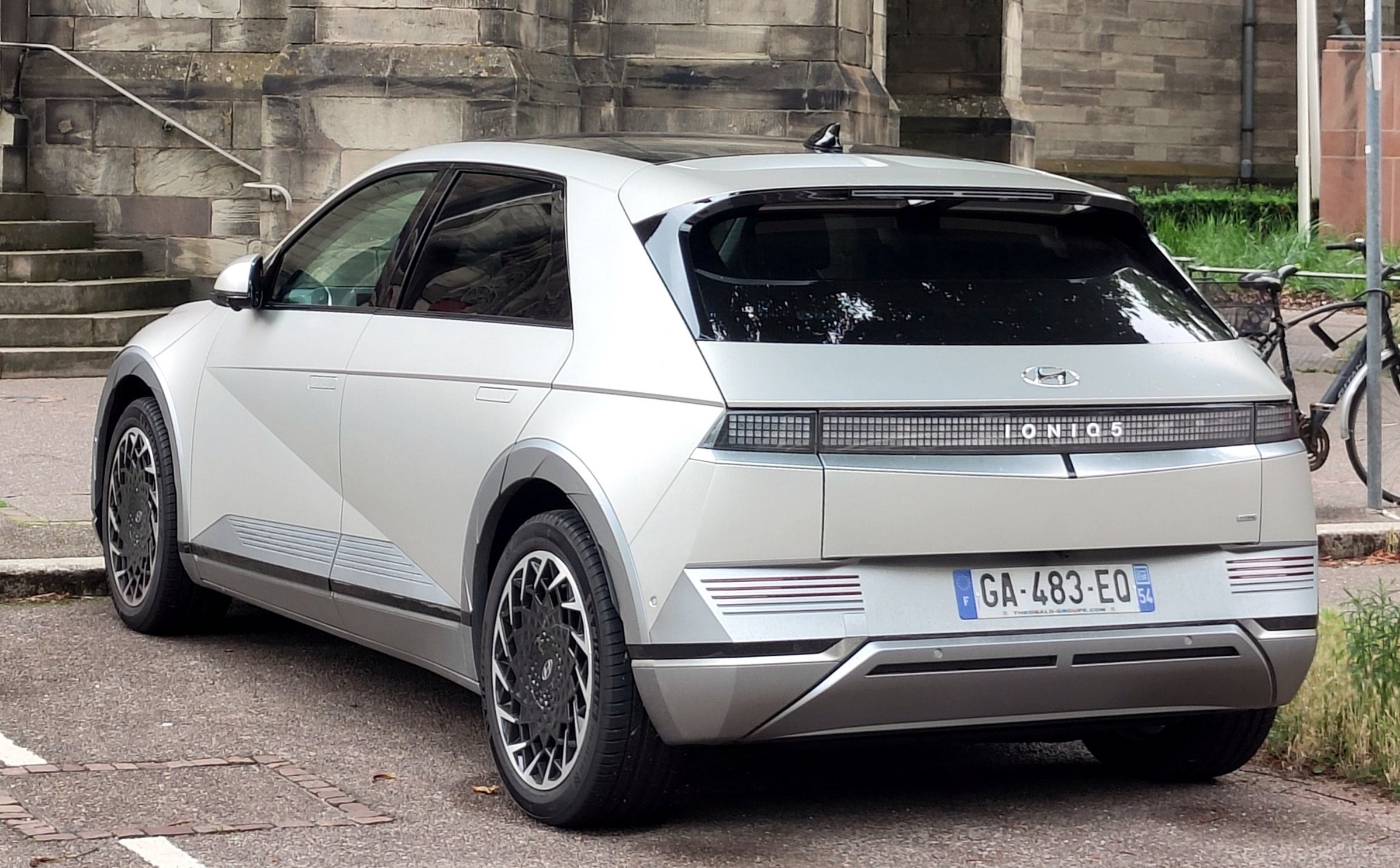
Hyundai Ioniq 5 NE - tył

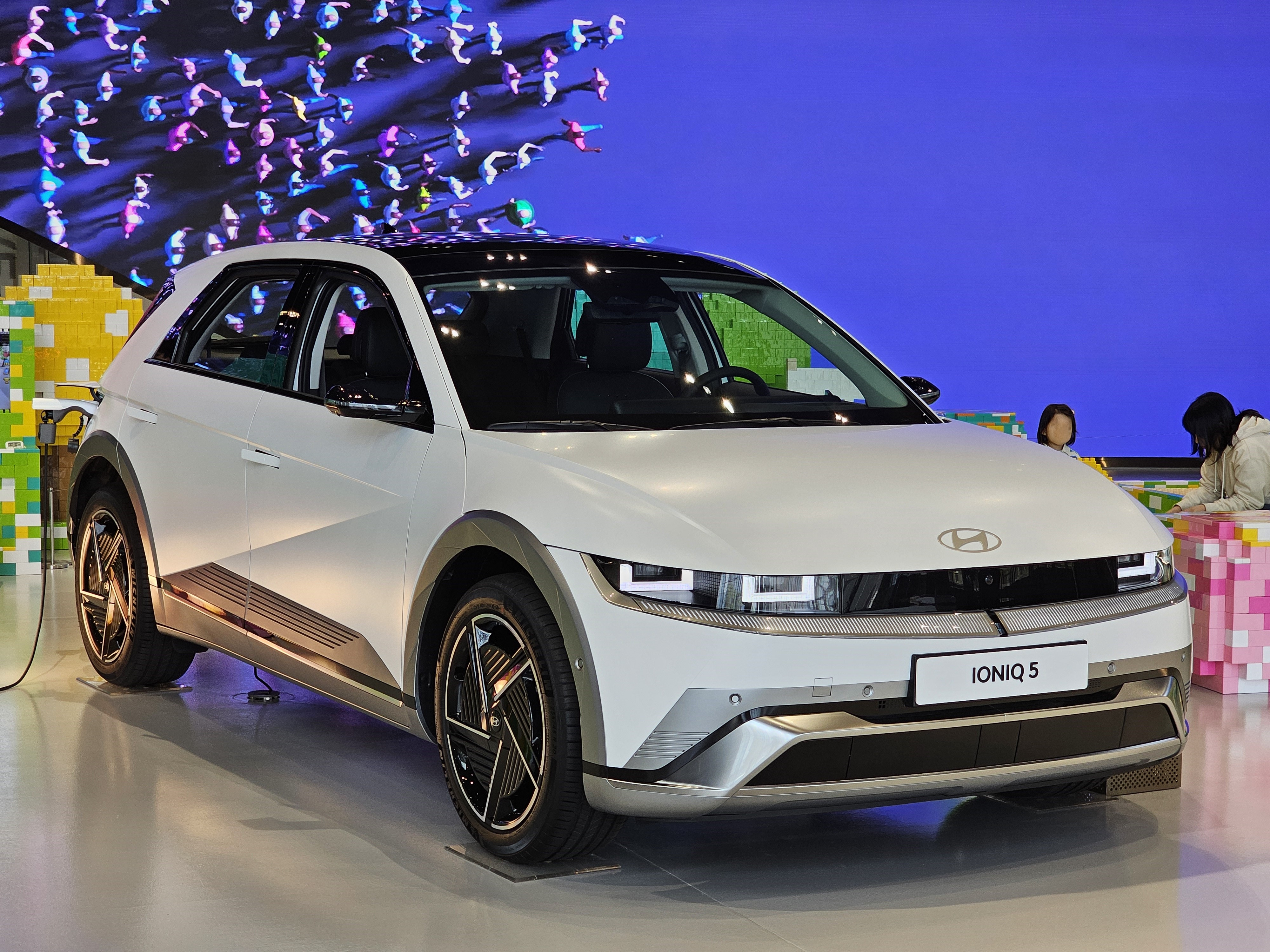
Hyundai Ioniq 5 po liftingu

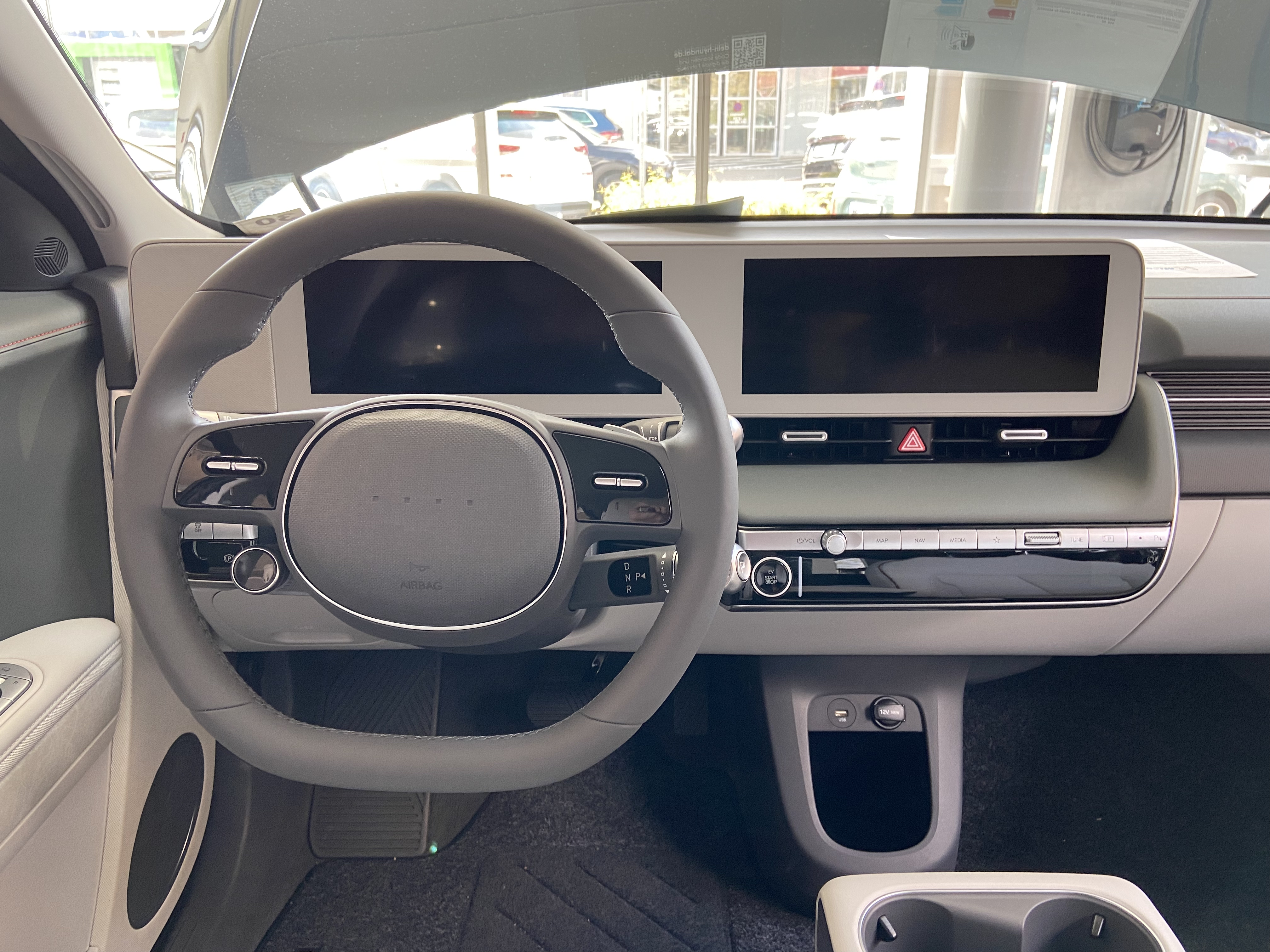
Hyundai Ioniq 5 - kokpit

Studyjną zapowiedzią nowego, dużego crossovera o napędzie elektrycznym był prototyp Hyundai 45 Concept, którego premiera odbyła się jesienią 2019 roku podczas wystawy samochodowej we Frankfurcie nad Menem. 
W lutym 2020 roku w internecie pojawiły się pierwsze zdjęcia pojazdu w seryjnej postaci z obszernym maskowaniem nadwozia. W sierpniu tego samego roku Hyundai zapowiedział, że studium z poprzedzającego roku trafi do seryjnej produkcji pod nazwą Hyundai Ioniq 5, inicjując nową gamę samochodów elektrycznych o takim samym pierwszym członie nazwy. 
Samochód został zbudowany w oparciu o nową platformę E-GMP zbudowaną specjalnie dla samochodów elektrycznych, którą wykorzystano przez koncern Hyundai Motor Group także do opracowania bliźniaczych konstrukcji marek Genesis i Kia.
Dzięki specyfice płyty podłogowej i konstrukcji pojazdu od podstaw dostosowanej do napędu elektrycznego, Hyundai wygospodarował rekordowo duży, 3-metrowy rozstaw osi gwarantujący przestronną kabinę dla pasażerów obu rzędów siedzeń. Platforma E-GMP została wzmocniona w specjalny sposób, aby podczas kolizji chronić wnętrze kabiny pasażerskiej. Ponadto, dzięki zastosowaniu nowej platformy, Hyundai miał możliwość wprowadzenia całkowicie płaskiej podłogi do wnętrza IONIQ5 z możliwością wdrożenia ruchomej konsoli środkowej.
Pod kątem stylistycznym pojazd przyjął charakterystyczne, kanciaste proporcje w stylu retro nawiązujące do pierwszego modelu Hyundaia, Pony z 1974 roku. Stylistykę pojazdu wyróżnia wąski pas przedniego oraz tylnego oświetlenia wykonanego w technologii LED, z krótkim przodem i nisko położonym środkiem ciężkości. Charakterystycznym rozwiązaniem w stylizacji Ioniqa 5 są też parametryczne piksele, które zastosowano m.in. w lampach tylnych oraz wskaźniku naładowania obok gniazdka. 
Wnętrze samochodu zostało zaprojektowane w ramach koncepcji Living Space, wedle której przestrzeń dla kierowcy i pasażera ma zostać zmaksymalizowana. We wnętrzu wykorzystano materiały pochodzące z recyklingu. Wzornictwo utrzymano minimalistycznym tonie, podobnie jak kolorystykę i sylwetkę samej bryły nadwozia. Przed kierowcą znalazło się dwuramienne koło kierownicy pozbawionego loga, z kolei deskę rozdzieczą zwieńczyły dwa, zintegrowane pod jedną taflą 12,3 calowe wyświetlacze pełniące kolejno funkcję cyfrowych zegarów oraz centralnego systemu multimedialnego. Zamiast przełączników, selektora lub dźwigni, producent zdecydował się umożliwić sterowanie trybami jazdy za pomocą umieszczonej w kolumnie kierownicy niewielkiej obrotowej dźwigienki.

### Lifting
W marcu 2024 roku samochód przeszedł restylizację. Z zewnątrz samochód zyskał przeprojektowany przedni oraz tylny zderzak, nowe wzory alufelg, a także zyskał nieobecną dotąd wycieraczkę tylnej szyby. Kabina pasażerska przeszła obszerniejsze modyfikacje, z inną aranżacją tunelu środkowego, który zyskał inaczej rozlokowane uchwyty na kubki i miejsce do ładowania telefonu. Przemodelowano koło kierownicy, a także zastosowano nową, ciemną szatę graficzną systemu multimedialnego. Nadwozie zyskało zmiany konstrukcyjne, zyskując sztywniejsze słupki B i przemodelowane amortyzatory lepiej tłumiące nierówności. Pod kątem technicznym z kolei dotychczasowy akumulator 77,4 kWh zastąpił większy, 84 kWh.

### Ioniq 5 N

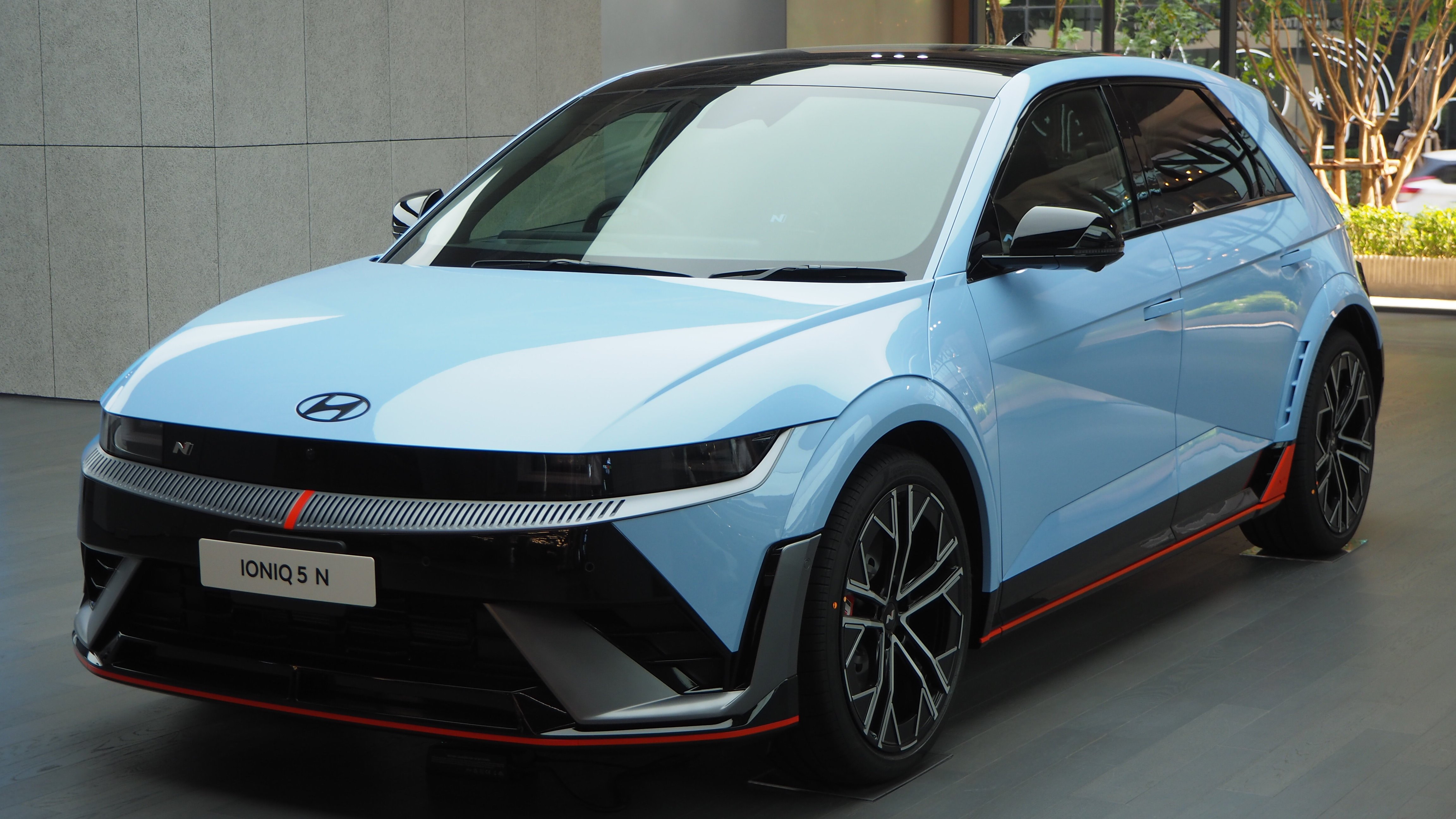
Hyundai Ioniq 5 N

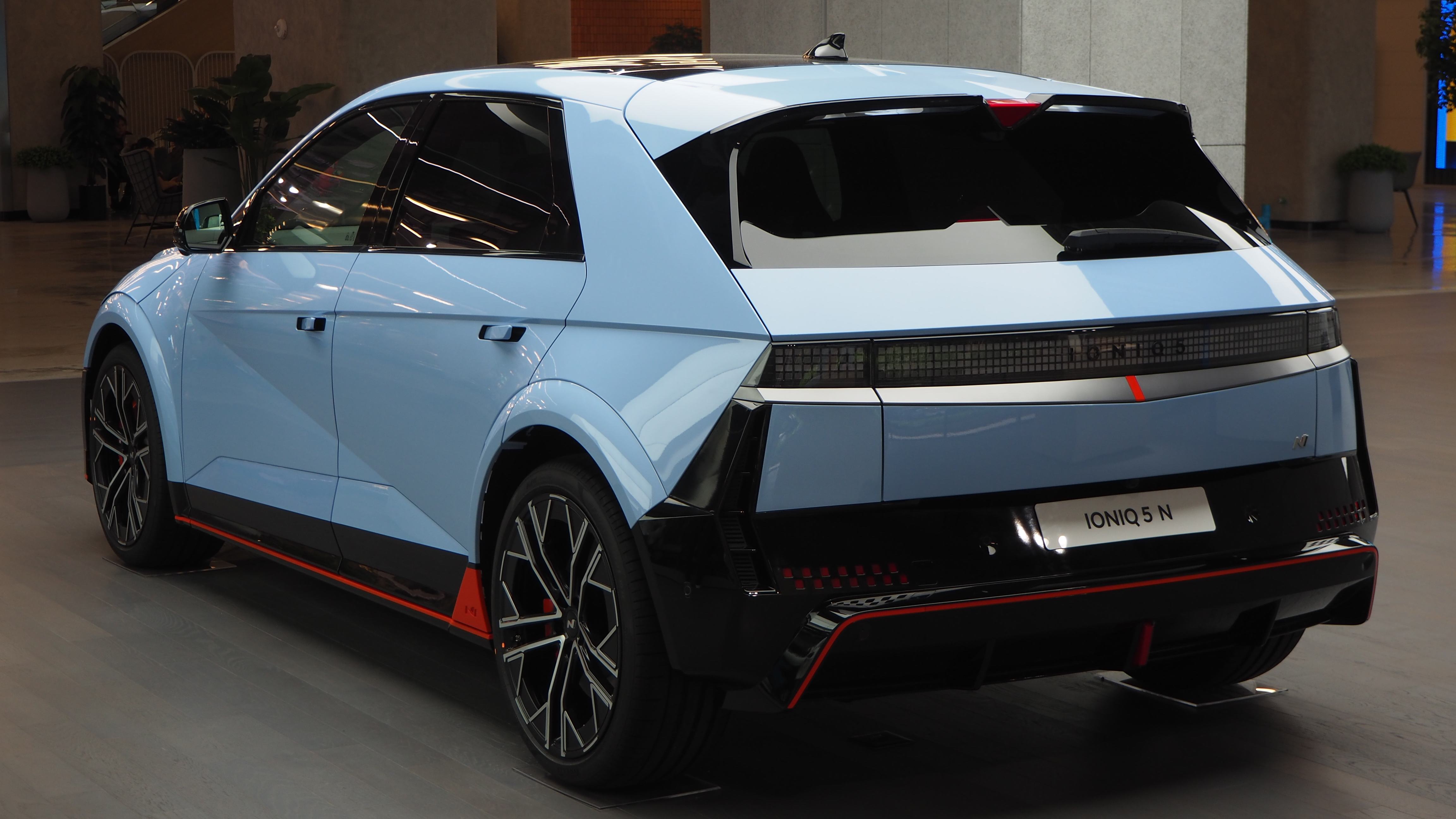
Hyundai Ioniq 5 N - tył

W lipcu 2023 roku przedstawiony został topowy, wyczynowy wariant Ioniq 5 N jako pierwszy samochód elektryczny opracowany przez sportową dywizję południowokoreańskiej firmy, Hyundai N. Samochód został głęboko zmodyfikowany zarówno pod kątem wizualnym, jak i technicznym. Z zewnątrz zastosowano przeprojektowane zderzaki oraz nakładki na progi z rozbudowanymi wlotami powietrza i kontrastowym, czarnym malowaniem wzbogaconym czerwonymi akcentami. Z tyłu znalazł się większy spojler i rozbudowany dyfuzor, a całe nadwozie pokryto typowym dla modeli z serii "N" jasnoniebieskim lakierem. Obszerne zmiany zastosowano także w kabinie pasażerskiej - z przodu znalazły się kubełkowe, sportowe fotele ze zintegrowanymi zagłówkami, wzmocniona trójramienna kierownica z innym układem przycisków i dodatkowymi funkcjami, a także przeprojektowany tunel środkowy z innym podłokietnikiem i dodatkowym schowkiem z uchwytami na napoje bliżej deski rozdzielczej.
Konstrukcyjne zmiany objęły 42 dodatkowe punkty spawania szkieletu nadwozia w celu lepszej sztywności, a także 21-calowe alufelgi z ogumieniem Pirelli Zero P. Samochód jest o 20 mm niższy, 50 mm szerszy i 80 mm dłuższy Samochód wyposażono w system podziału przeniesienia momentu obrotowego między przednią a tylną osią, a także tryb N Drift Optimizer umożliwiający jazdę w kontrolowanym poślizgu i symulowanie działania sprzęgła jak w pojeździe spalinowym ze skrzynią biegów. Napęd Hyundaia Ioniq 5 N utworzyły dwa silniki elektryczne przenoszące moc na kolejno na przednią i tylną oś. Pierwszy rozwinął moc 238 KM, a drugi - 412 KM, łącznie pozwalając sportowemu crossoverowi na osiąganie do 650 KM mocy. Sprint od 0 do 100 km/h zajmuje 3,4 sekundy, a prędkość maksymalna została ograniczona do 260 km/h. Układ współtworzy jeszcze 84 kWh akumulator obsługujący do 350 kW mocy ładowania, pozwalając na uzupełnienie od 10 do 80% stanu w 18 minut. Zastosowanie niezależnych chłodnic akumulatora i silnika wraz z dedykowanym oprogramowaniem optymalizującym temperaturę ogniw w akumulatorze, co pozwala lepiej dysponować mocą oraz momentem obrotowym podczas jazdy torowej.

### Sprzedaż
W pierwszej kolejności Hyundai Ioniq 5 zadebiutował w lutym 2021 roku w Korei Południowej, w kolejnych miesiącach tego roku mając swoją premierę także na innych rynkach globalnych jak Europa czy Ameryka Północna. Ceny pojazdu na rynku niemieckim wahają się od 41 900 euro za podstawowy model do 59 550 euro za odmianę topową. Polski cennik opublikowany został z kolei w pierwszej połowie kwietnia 2021 roku, wówczas z 189 900 zł za odmianę najtańszą oraz 260 900 złotych za topową. W marcu 2022 roku rozpoczęła się produkcja modelu w Bekasi z przeznaczeniem na rynek indonezyjski. W maju tego samego roku uruchomiono produkcję w indyjskim Ćennaj na potrzeby rynków Azji Środkowej i Południowej, z kolei w styczniu do grona zakładów wytwarzających Ioniqa 5 dołączyła nowa fabryka koncernu w Singapurze.

### Dane techniczne

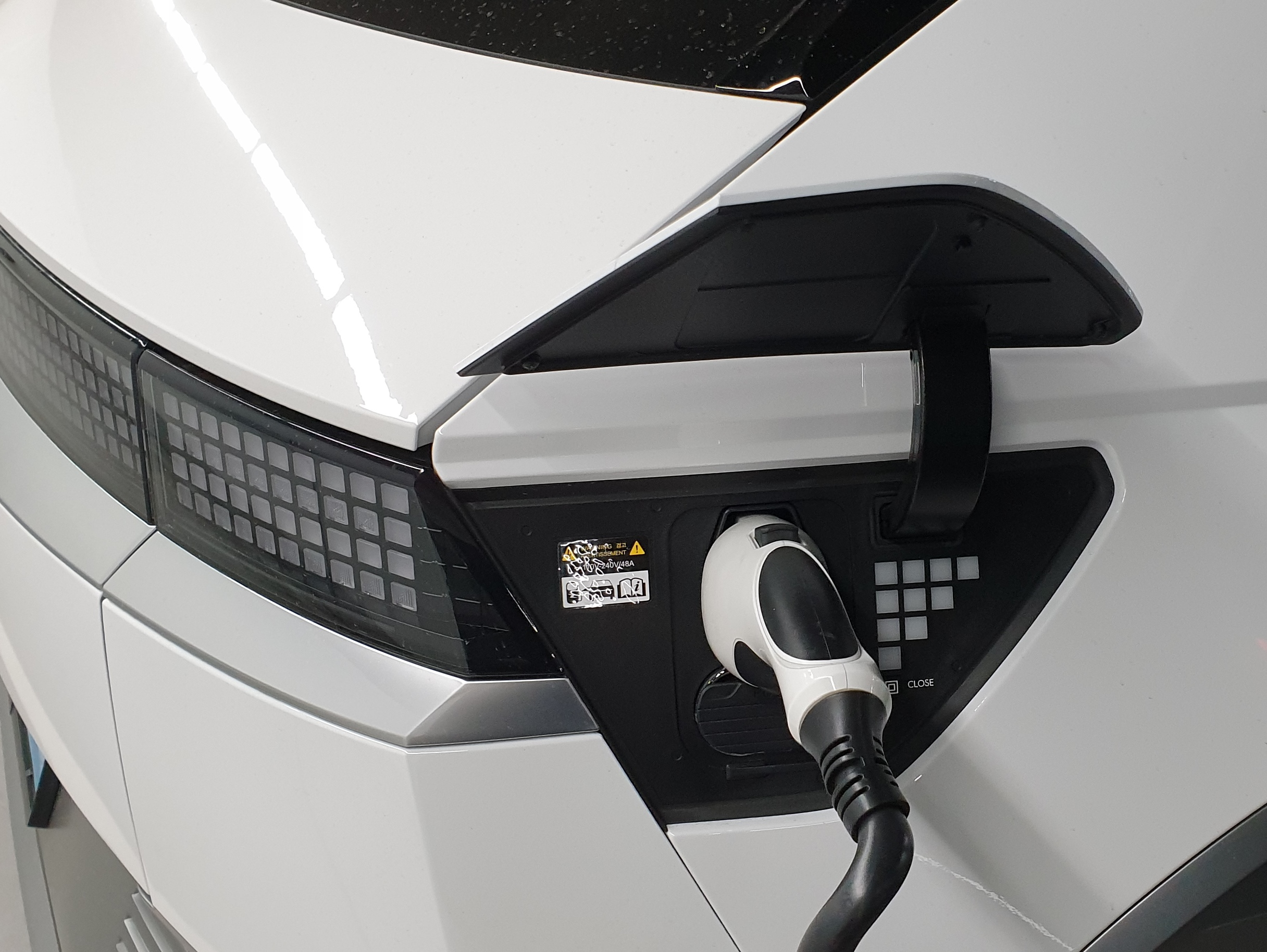
Port ładowania

| Zasięg (WLTP)                   | 384 km    | 384 km    | 384 km    | 384 km    | 360 km    | 360 km    | 481 km    | 481 km    | 460 km    | 460 km    | 460 km    | 460 km    |           |           |           |           |
| Przyśpieszenie od 0 do 100 km/h | 8,5 s     | 8,5 s     | 8,5 s     | 8,5 s     | 6,1 s     | 6,1 s     | 7,4 s     | 7,4 s     | 5,2 s     | 5,2 s     | 5,2 s     | 5,2 s     |           |           |           |           |
| Moc                             | 170 KM    | 170 KM    | 170 KM    | 170 KM    | 235 KM    | 235 KM    | 218 KM    | 218 KM    | 325 KM    | 325 KM    | 325 KM    | 325 KM    |           |           |           |           |
| Moment obrotowy                 | 350 Nm    | 350 Nm    | 350 Nm    | 350 Nm    | 350 Nm    | 350 Nm    | 605 Nm    | 605 Nm    | 605 Nm    | 605 Nm    | 605 Nm    | 605 Nm    |           |           |           |           |
| Prędkość maksymalna             | 185 km/h  | 185 km/h  | 185 km/h  | 185 km/h  | 185 km/h  | 185 km/h  | 185 km/h  | 185 km/h  | 185 km/h  | 185 km/h  | 185 km/h  | 185 km/h  | 185 km/h  | 185 km/h  | 185 km/h  | 185 km/h  |
| Moc ładowania                   | Do 239 kW | Do 239 kW | Do 239 kW | Do 239 kW | Do 239 kW | Do 239 kW | Do 239 kW | Do 239 kW | Do 239 kW | Do 239 kW | Do 239 kW | Do 239 kW | Do 239 kW | Do 239 kW | Do 239 kW | Do 239 kW |

### Robotaxi

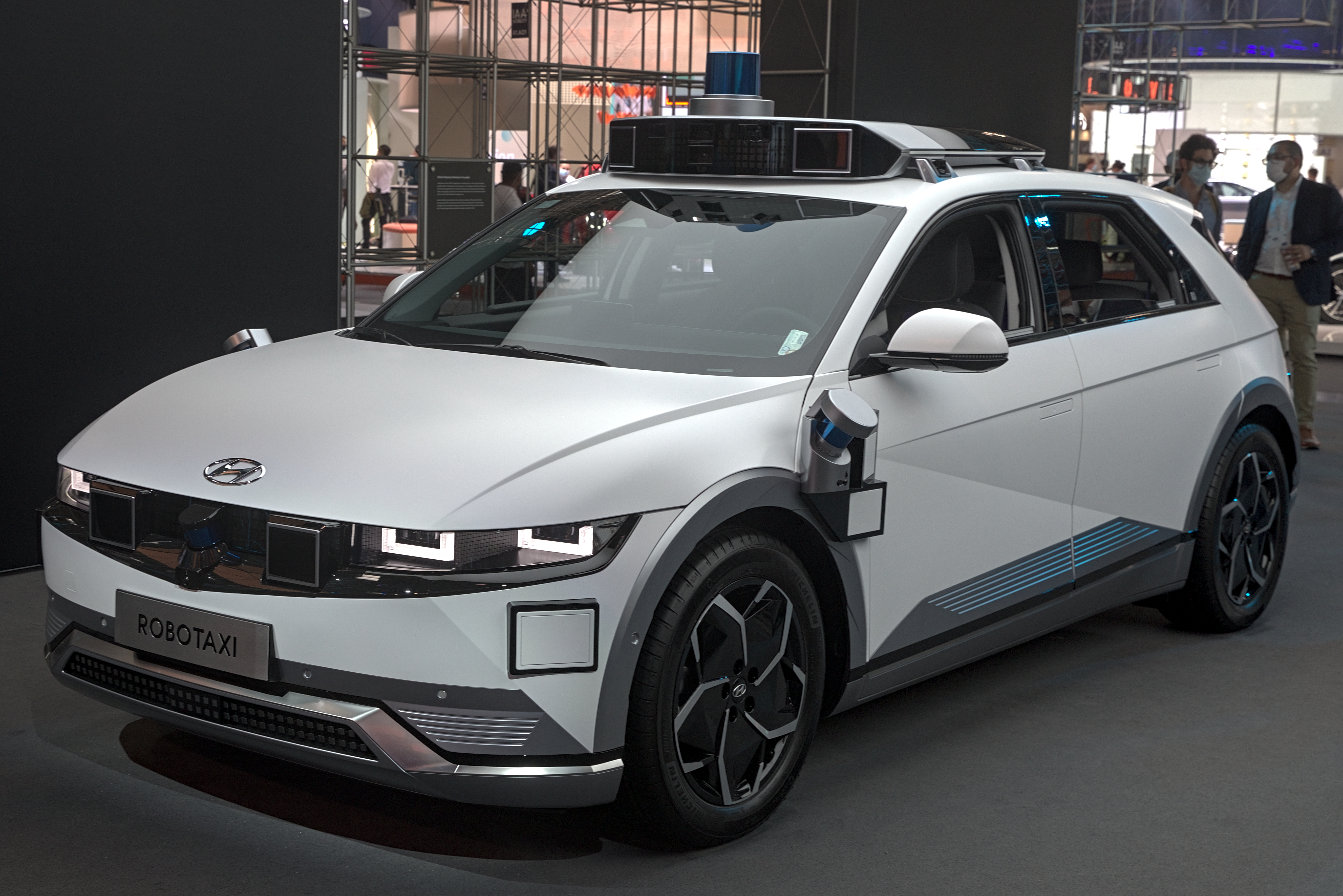
Hyundai Ioniq 5 Robotaxi

Hyundai Ioniq 5 Robotaxi to samochód autonomiczny poziomu 4, zaprezentowany podczas targów motoryzacyjnych IAA 2021 w niemieckim Monachium. Działanie pojazdu oparte jest na zasadzie, w której pomimo faktu obecności kierującego na pokładzie, nie jest on potrzebny do sterowania pojazdem. Docelowo zastosowana w tym prototypie technologia ma umożliwiać poruszanie się po drogach publicznych bez interwencji prowadzącego, zarówno w mieście jak i drogach wiejskich/autostradzie. Pojazd został zaprojektowany przez konsorcjum Motional współtworzone przez Hyundaia i amerykańskie przedsiębiorstwo Aptiv. Ten pierwszy dostarcza samochody, natomiast współpracująca korporacja technologię jazdy autonomicznej. Docelowo pojazdem zajmować będzie się także Lyft, który ma dostarczyć aplikację na smartfona umożliwiające płatną, komercyjną usługę "taksówki bez kierowcy" (robo-taksówka), startując od 2023 roku.